# Xã Bay Mills, Michigan
Xã Bay Mills (tiếng Anh: Bay Mills Township) là một xã thuộc quận Chippewa, tiểu bang Michigan, Hoa Kỳ. Năm 2010, dân số của xã này là 1.477 người.